# Masashi Kamekawa
Masashi Kamekawa (jap. 亀川 諒史, Kamekawa Masashi; * 28. Mai 1993 in Minō) ist ein japanischer Fußballspieler.

## Karriere

### Verein
Er begann seine Karriere bei Shonan Bellmare, wo er von 2012 bis 2014 spielte. 2015 folgte dann der Wechsel zu Avispa Fukuoka. Danach spielte er bei Kashiwa Reysol und V-Varen Nagasaki. Nach 81 Zweitligaspielen für den Zweitligisten aus Nagasaki wechselte er im Januar 2022 nach Yokohama zum Erstligaabsteiger Yokohama FC. Am Ende der Saison 2022 feierte er mit Yokohama die Vizemeisterschaft der zweiten Liga und den Aufstieg in die erste Liga. Nach dem Aufstieg und 35 Ligaspielen wechselte er im Januar 2023 zum Erstligisten Avispa Fukuoka. Nach zwei Spielzeiten, in denen er 29 Erstligaspiele bestritt, wechselte er im Januar 2025 zum Zweitligisten Renofa Yamaguchi FC.

### Nationalmannschaft
Mit der japanischen Nationalmannschaft qualifizierte er sich für die Olympischen Sommerspiele 2016.

## Erfolge
Shonan Bellmare
- Japanischer Zweitligavizemeister: 2012  ▲
- Japanischer Zweitligameister: 2014  ▲

Yokohama FC
- Japanischer Zweitligavizemeister: 2022  ▲